# Вътрешна революционна организация
Вътрешната революционна организация (ВРО) е българска национално-революционна организация, основана и изградена от Васил Левски в периода 1869 – 1872 г. Основаването на ВРО отразява идеите на Васил Левски, че центърът на революционната активност трябва да бъде преместен от българските емигрантски кръгове в Румъния към българските земи. През 1871 г. Васил Левски приготвя Устав на организацията известен като „Нареда на работниците за освобождението на българския народ“. Разработен е в духа на своите политически възгледи: освобождение на България от турците чрез повсеместна революция на народа и създаване на страна като демократична република с гаранции за равенството на всички жители без значение техния етнос и религия.

## Цели и задачи
Организацията оперира съобразно собствен проект за програма и устав на БРЦК в България, изготвен от Васил Левски и днес съхраняван в Национална библиотека „Св. св. Кирил и Методий“. В програмната част се определя целта и концепцията на революцията:
- ликвидиране на тиранско-деспотската султанска монархия;
- създаване на демократическа република.

В организационната част – т.нар. Нареда на работниците за освобождението на българския народ, са определени задачите на БРЦК и структурите, които трябва да ги изпълнят:
| „                                                                | Подбуда: тиранството, безчеловещината и самата държавна система на турското правителство на Балканския полуостров. Цел: с една обща революция да се направи коренно преобразувание на сегашната държавна деспотско-тиранска система и да се замени с демократска република (народно управление) на същото това място, което са нашите прадеди със силата на оръжието и със своята свята кръв откупили, в което днес безчеловечно беснеят турски кеседжии и еничери, и в което владей правото на силата, да се повдигне храм на истинната и правата свобода и турския чорбаджилък да даде място на съгласието, братството и съвършеното равенство между всичките народности: българи, турци, евреи и пр. щат бъдат равноправни във всяко отношение било във вяра, било в народност, било в гражданско отношение, било в каквото било-всички щат спадат под един общ закон, който по вишегласието от всичките народности ще се избере. За извършованието на таквази революция са: 1) уреждание; 2) пари; 3) хора; 4) оръжие и други бойни потреби. За да се приготвят всичките тези и да се извърши самата революция, наредиха се хора, избрани по съгласието на по-голямата част от българския народ, и съставиха Централен български революционен комитет. | “ |
| Из „Нареда на работниците за освобождението на българския народ“ | |   |

## Структура
Вътрешната революционна организация е йерархична структура от частни революционни комитети, създадени са на териториален принцип. Управляват се от Централен комитет известен като „Привременно правителство в България I отдел на БРЦК“ или „БРЦК в Българско“. Ловешкия частен революционен комитет официално е натоварен с ролята на централен за Вътрешната революционна организация. Организиран е от есента на 1871 г. В Наредата това е записано:
| „ | Пребиванието на Ц. Б. Р. Комитет (Централният български революционен комитет) е в Българско, но именно в кой град е, няма да се знае – навсякъде и нийде. БЦР Комитет се състои от един председател и един подпредседател, един писар и един помощник, един касиер и йоще седем члена, между които е и един поп. Председателят, писарят и техните помощници и касиеринът се избират от членовете на комитетът; в нужда щат се пременяват от същите и ще бъдат под надзора им. | “ |

Кореспонденцията се доставя от тайна поща. Поддържа се тайна полиция. Всеки частен революционен комитет има псевдоним:
- Орханийски-Елес Джутов
- Врачански-Аврамчо Юсификов
- Етрополски-Бучукооглу
- Ловешки-Алилая Селвели, Морадоглу
- Лясковски-Бору Еленчанец
- Пазарджишки-Сенелкли, Юдачооглу Селеники
- Пловдивски-Сефезли Юсеин
- Севлиевски-Кючук Мехмед Търновлъ
- Сливенски-Стамболу Мехмед ефенди
- Софийски-Исак Хаим
- Старозагорски-Едирнели Афъзаа
- Тетевенски-Дервиш Мехмед Кърджълъ
- Троянски-Хаджи Хасан Карловалъ и др.[2]

| „     | Всякой град с околните си села съставлява частен б.р. комитет, който се управлява тъй също, както и Централният. В случай частен б.р. комитет се допитва и отправя писмата си до Централния комитет, под когото направо и зависи. Всички писма и решенията до частния б.р. комитет до Централния ще се отправят пак чрез едно тайно лице, което частният комитет ще си назначи. Както членовете на Ц. комитет не са никому известни, тъй също и членовете на частния комитет са тайни. Само по едно лице от частните комитети е известно на Ц. комитет за в случай ако лицето, назначено от частния комитет, чрез което стават сношенията на комитетите, падне в неприятелски ръце. | “ |
| [ 3 ] | |   |

## Дейност
Васил Левски и председателят на Българския революционен централен комитет Любен Каравелов разбират, че бъдещият успех на въоръжената борба зависи от сътрудничеството на емиграцията и вътрешните комитети. Двете организации приготвят и адаптират обща програма и устав, и гласуват за сливането си на общото събрание на БРЦК (29 април-4 май 1872 г.). Васил Левски получава пълномощно да управлява структурите изградени в Българско. През есента на 1872 г. са изградени окръжни центрове (революционни окръзи):
- Голямоизворски (септември 1872)
- Пазарджишки (октомври 1872)
- Старозагорски (ноември 1872)
- Сливенски (ноември 1872)
- Ловешки (декември 1872)

От декември 1872 г. ръководна роля във ВРО започва да играе Търновският частен революционен комитет. След гибелта на Левски, апостолските функции изпълняват Атанас Узунов (до 4 май 1873 г.), Стефан Стамболов (есента на 1874-януари 1875 г.) и Иван Семерджиев (април-август 1875 г.). ВРО получава сериозни удари от османските власти след Арабаконашкия обир (1872) и несполучливото покушение срещу хасковския чорбаджия хаджи Ставри Примо (1873). ВРО е разследвана от Софийска извънредна следствена комисия и Специална тричленна следствена комисия в Пловдив. Издадени са тежки присъди над нейни дейци. Разбити са частните комитети в района Ловеч-София и Хасково-Чирпан. Васил Левски е обесен, Атанас Узунов получава тежка присъда, а Иван Семерджиев загива по време на Априлското въстание (1876). Оцелелите и възстановени комитети се включват в подготовката и действията на Априлското въстание (1876). Дейци на ВРО са доброволци в Сръбско-турската война и Руско-турската война (1877 – 1878).
Целите и основните принципи, които ръководят работата на Вътрешната революционна организация повлияват на създаването и водещите принципи на следващите български революционни организации, а именно Вътрешната македоно-одринска революционна организация ВМОРО (активна в Османската империя от 1893 до 1912 г.), Вътрешната македонска революционна организация ВМРО (активна във Вардарска и Егейска Македония от 1919 г. до 1934 г.), Вътрешната тракийска революционна организация ВТРО (активна в Беломорска Тракия от 1922 до 1934 г.), Вътрешната добруджанска революционна организация ВДРО (активна в Добруджа от 1923 до 1940 г.) и Вътрешната западнокрайска революционна организация ВЗРО (активна в Западните покрайнини от 1923 до 1934 г.).